# 굴롬존 아브둘라예프
굴롬존 오조도비치 아브둘라예프(우즈베크어: Gʻulomjon Ozodovich Abdullayev, 러시아어: Гуломжон Озодович Абдуллаев, 1998년 11월 11일~)는 우즈베키스탄의 레슬링 선수이다. 올림픽에 2회 참가했고 2024년 하계 올림픽 남자 자유형 밴텀급 동메달을 획득했다.